# Marolles-sous-Lignières
Marolles-sous-Lignières és un municipi francès situat al departament de l'Aube i a la regió del Gran Est. L'any 2007 tenia 317 habitants.

## Demografia

### Població
El 2007 la població de fet de Marolles-sous-Lignières era de 317 persones. Hi havia 140 famílies de les quals 40 eren unipersonals (24 homes vivint sols i 16 dones vivint soles), 40 parelles sense fills, 48 parelles amb fills i 12 famílies monoparentals amb fills.
La població ha evolucionat segons el següent gràfic:
Habitants censats

### Habitatges
El 2007 hi havia 190 habitatges, 138 eren l'habitatge principal de la família, 41 eren segones residències i 11 estaven desocupats. 177 eren cases i 12 eren apartaments. Dels 138 habitatges principals, 116 estaven ocupats pels seus propietaris, 19 estaven llogats i ocupats pels llogaters i 3 estaven cedits a títol gratuït; 8 tenien dues cambres, 34 en tenien tres, 41 en tenien quatre i 55 en tenien cinc o més. 101 habitatges disposaven pel capbaix d'una plaça de pàrquing. A 59 habitatges hi havia un automòbil i a 60 n'hi havia dos o més.

### Piràmide de població
La piràmide de població per edats i sexe el 2009 era:
| Homes | Edats   | Dones |
| ----- | ------- | ----- |
| 0     | 95 o +  | 0     |
| 0     | 90 a 94 | 0     |
| 0     | 85 a 89 | 0     |
| 4     | 80 a 84 | 0     |
| 8     | 75 a 79 | 8     |
| 8     | 70 a 74 | 4     |
| 16    | 65 a 69 | 24    |
| 4     | 60 a 64 | 16    |
| 8     | 55 a 59 | 0     |
| 4     | 50 a 54 | 12    |
| 16    | 45 a 49 | 12    |
| 8     | 40 a 44 | 8     |
| 16    | 35 a 39 | 8     |
| 12    | 30 a 34 | 4     |
| 12    | 25 a 29 | 8     |
| 8     | 20 a 24 | 4     |
| 8     | 15 a 19 | 4     |
| 20    | 10 a 14 | 8     |
| 8     | 5 a 9   | 0     |
| 4     | 0 a 4   | 8     |

## Economia
El 2007 la població en edat de treballar era de 203 persones, 144 eren actives i 59 eren inactives. De les 144 persones actives 127 estaven ocupades (68 homes i 59 dones) i 17 estaven aturades (5 homes i 12 dones). De les 59 persones inactives 26 estaven jubilades, 18 estaven estudiant i 15 estaven classificades com a «altres inactius».

### Ingressos
El 2009 a Marolles-sous-Lignières hi havia 153 unitats fiscals que integraven 352 persones, la mediana anual d'ingressos fiscals per persona era de 17.612 €.

### Activitats econòmiques
Dels 10 establiments que hi havia el 2007, 5 eren d'empreses de construcció, 4 d'empreses de comerç i reparació d'automòbils i 1 d'una empresa de transport.
Els 2 serveis als particulars que hi havia el 2009 eren lampisteries.
Els 2 establiments comercials que hi havia el 2009 eren botiges de menys de 120 m².
L'any 2000 a Marolles-sous-Lignières hi havia 5 explotacions agrícoles que ocupaven un total de 475 hectàrees.

## Poblacions més properes
El següent diagrama mostra les poblacions més properes.